# Pull Up
Pull Up – singel polskiego piosenkarza Kamila Bednarka z jego czwartego albumu studyjnego, zatytułowanego Bednarek inaczej.

## Geneza utworu i historia wydania
Piosenka została napisana i skomponowana przez Jana Smoczyńskiego i Kamila Bednarka.
Singel ukazał się w formacie digital download 23 kwietnia 2021 w Polsce za pośrednictwem wytwórni płytowej Space Records. Kompozycja została umieszczona na czwartym albumie studyjnym Kamila Bednarka – Bednarek inaczej.
Do utworu powstał teledysk, który udostępniono w dniu premiery singla za pośrednictwem serwisu YouTube.

## Pozycje na listach airplay
| Kraj   | Lista | Najwyższa pozycja |
| ------ | ----- | ----------------- |
| Polska | OLiA  | 7                 |